# 담피르
담피르(Dhampir)는 동구나 러시아의 전설에 등장하는 사람과 흡혈귀의 혼혈이다.

## 개요
외관은 보통 인간과 다르지 않지만, 불사인 흡혈귀를 죽이는 힘을 가진다. 또, 흡혈귀를 탐지하는 능력도 갖춘다. 대체로 태어나도 곧바로 죽어 버리지만, 성장한 사람은 전술의 능력을 살려, 흡혈귀 사냥꾼을 생업으로 하기도 한다.
죽으면 흡혈귀가 되지만, 흡혈귀가 된 사람은, 인간이었던 무렵의 가족 아래로 돌아오는 일이 있다. 그 때, 혈액은 아니고 성행위를 요구하는 흡혈귀가 있다. 특히, 집시의 전승에서는 남성의 흡혈귀에게 그 경향이 강하다. 집시의 사이에서는, 그렇게 태어난 담피르를 사내 아이이면 뱀피르, 여자 아이이면 뱀피라라고 부른다.
담피르에 의한 흡혈귀 퇴치는 의식과 같은 형식을 취한다. 피리를 불고 돌아다니거나 눈에 보이지 않는 적과 싸운 후, 승리를 선언한다.

## 담피르를 취급한 작품
- 흡혈귀 헌터 D - 키쿠치 히데유키의 소설. 주인공이 담피르.
- 블레이드 (마블 코믹스) - 마벨 코믹스의 미국 만화. 주인공이 담피르.
- 밤이 끝나지 않는다 - 아카이시로대의 만화. 등장 인물중 사려가 아스왕의 혈통을 이어받는 담피르.
- Rust Blaster - 추이네의 만화.
- 뱀파이어 십자계 - 중심 인물에 담피르가 많다.
- Diabolic Garden - 동나무딸기의 만화.
- 뱀파이어 (게임) - 시리즈 제2작 「뱀파이어 헌터」이후에 등장하는 플레이어 캐릭터인 드노바 바인이 담피르.
- Vie Durant - 애니메이트 TV의 전달 애니메이션. 등장 인물의 시리오와 진수가 담피르.
- 브랏드레인 - Terminal Reality의 게임. 주인공이 담피르.
- 흡혈희 미유 - 미유
- 브레이킹 던 2 - 르네즈미 칼리 컬렌
- TRUMP - 스에미츠 켄이치의 연극. 주인공이 담피르.